# Myrmeleotettix angustiseptus
Myrmeleotettix angustiseptus is een rechtvleugelig insect uit de familie veldsprinkhanen (Acrididae). De wetenschappelijke naam van deze soort is voor het eerst geldig gepubliceerd in 1982 door Liu.